# Heo Ga-yoon
Đây là một tên người Triều Tiên, họ là Heo.
Heo Ga-yoon, (sinh ngày 18 tháng 5 năm 1990) thường được biết đến với nghệ danh Gayoon, là một ca sĩ và diễn viên Hàn Quốc, cựu thành viên nhóm nhạc 4Minute và nhóm nhỏ 2YOON được thành lập bởi công ty quản lý Cube Entertainment vào năm 2013. Hiện nay, cô đang thuộc công ty BS Company.

## Tiểu sử
Gayoon sinh ngày 18 tháng 5 năm 1993 tại Goyang, Gyeonggi, Hàn Quốc. Năm 2005, cô tham gia chương trình "Best Singer Contest" lần thứ 9 do SM Entertainment tổ chức và giành vị trí thứ hai. Cô tốt nghiệp trường trung học nữ sinh Dongduk và hiện đang theo học tại Đại học Dongguk, ngành sân khấu. Vào ngày 17 Tháng 9 năm 2014 Gayoon cùng với các ngôi sao khác đã được bổ nhiệm làm đại sứ của Đại học Dongguk.

## Sự nghiệp

### 4Minute
Tháng 5 năm 2009, Cube Ent đã công bố Gayoon là một thành viên của nhóm nhạc 4Minute cùng với Jeon Ji-yoon, Kwon So-hyun, Kim Hyun-ah và Nam Ji-hyun. Cô đảm nhiệm vai trò hát chính trong nhóm.

### Sự nghiệp cá nhân
Ga-yoon xuất hiện trong video âm nhạc của Mario "I'm Yours" vào ngày 4 tháng 11 năm 2008 cùng với thành viên Seulong của 2AM. Ngày 11 tháng 2 năm 2010, cô hát nhạc nền cho "The Woman Who Still Wants to Marry" và song ca với Han Ye-ji trong bài hát "One Two Three". Ngày 3 tháng 9 năm 2010, cô trở thành nghệ sĩ đặc trưng trong album của Sunny Side, "Bad Guy Good girl" với ca khúc "Bad Guy Good girl". Tháng 10 năm 2010, Heo Ga-yoon là một trong 20 thần tượng từ các nhóm Hàn Quốc khác nhau tham gia bài hát "Let's Go" với mục đích tăng cường sự tham gia của công chúng trong G-20 họp thượng đỉnh Seoul năm 2010. Cô hát bè cùng với đồng nghiệp cùng hãng Yong Jun-hyung và G.NA.
Ga-yoon ghi "Wind Blow" cho nhạc phim của My Princess của đài MBC; bài hát đã được phát hành vào ngày 5 tháng 1 năm 2011. Cô cũng ghi nhận "Lie Shameless" cho soundtrack của Lie SBS To Me, được sáng tác bởi Jadu và E-Tribe. Bài hát đã được phát hành vào ngày 17 tháng 5 năm 2011. Ga-yoon ra mắt diễn xuất đầu tiên của cô trong I'm a Flower Too với một vai diễn khách mời như một học sinh trung học. Ngày 24 tháng 10 năm 2011, cô phát hành ca khúc OST của mình "I think It Was a Dream" cho Poseidon của đài KBS. Ga-yoon tham gia trong bài hát của Mario, "Message".
Trong năm 2012, Ga-yoon đóng vai Hyun Kyung trong phim truyền hình của đài MBC Light và Shadow. Trong tháng 5 năm 2013, Ga-yoon đã xuất hiện cùng với Hyuna trên Top Gear Hàn Quốc.
Ga-yoon phát hành một single solo vào ngày 16 tháng 11 năm 2012. Bài hát tên "My Love By My Side" và là một bản song ca với Ilhoon BtoB. Trong tập ngày 21 tháng 10 của chương trình âm nhạc live Inkigayo, Ga-yoon thực hiện một bài hát mới cho âm nhạc SBS Gayo Daejeon ngoạn mục. Là một phần của Mystic White, Ga-yoon phát hành bài hát "Mermaid Princess" vào ngày 26 tháng 12 năm 2012. Các nhóm sẽ tiếp tục thực hiện các bài hát trong một buổi diễn tất niên cuối năm của SBS Gayo Daejeon show.
Sau đơn vị phụ Trouble Maker của Cube Entertainment, đã có kế hoạch cho một nhóm nhỏ mới, nhóm của Ga-yoon và Ji-yoon. Tên nhóm sau này được công bố là 2YOON. 2YOON phát hành EP đầu tay của họ và đĩa đơn đầu tiên, 24/7 vào 17 tháng 1 năm 2013.  Vào tháng 1 năm 2014, HyunA, Ga-yoon và Sohyun phát hành bài hát "Only Gained Weight" cho album kỷ niệm Brave Brothers lần thứ 10.
Vào tháng 9 năm 2014, Ga-yoon đã trở thành một MC cho mùa thứ ba của chương trình thời trang Phong cách Log OnStyle, cùng với Lee Gi-kwang của nhóm Beast và Do Sang Woo. Mùa giải ra mắt vào 12 tháng 9.
Ngày 18 tháng 8 năm 2015, Gayoon phát hành OST cho Yong-pal của đài SBS mang tên "Cơn ác mộng" cùng với Yong Jun-hyung.
Tháng 11, 2015, cô tham gia bộ phim Father, Daughter.